# Нчанга

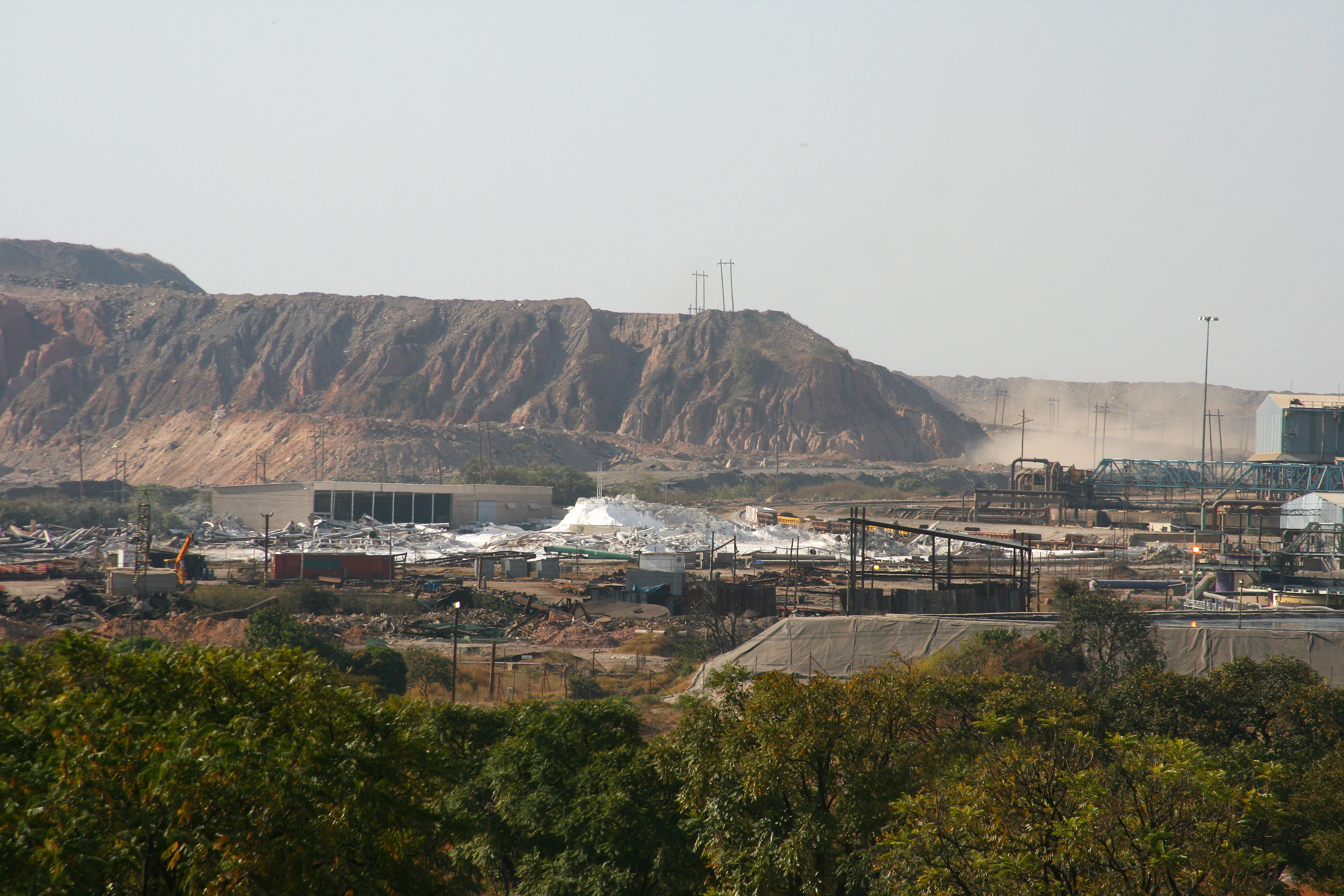
Рудник Нчанга

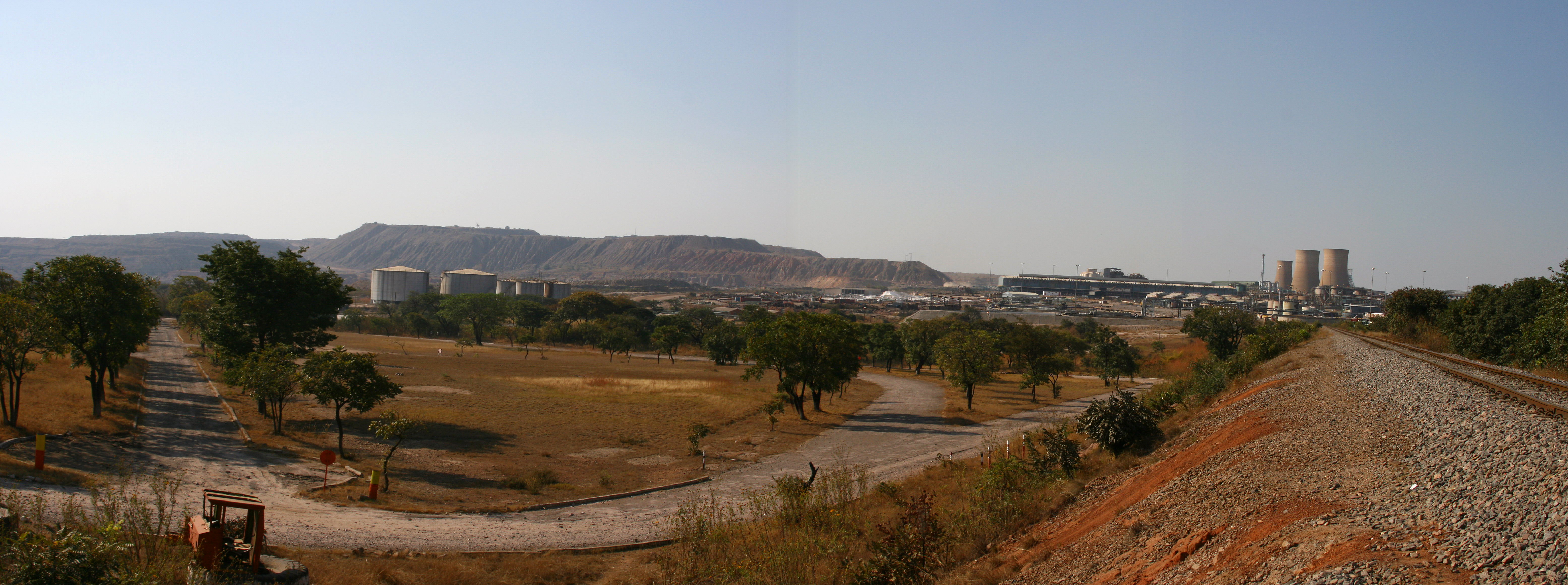
Рудник Нчанга

Нчанга (англ. Nchanga Copper mine) — горнопромышленный пункт в Замбии, расположенный в пригороде г. Чингола, провинция Коппербелт. Важный центр меденосного пояса Центральной Африки: кобальтовое и меднорудное месторождение, эксплуатируемое смешанной компанией с участием правительства Замбии и Konkola Copper Mines , дочернего предприятия британской Vedanta Resources.
Шахта является крупнейшей медной шахтой в Африке. Работы ведутся как в открытом, так и в подземном карьере. Карьер имеет длину более четырёх миль, ширину — одну милю и глубину 1600 футов. На участке горнопромышленного пункта -— шахта, плавильный завод, очистной завод и склад переработки твердых отходов высотой 300 футов.
Достоверные и вероятные запасы меди 9,4 млн тонн (1967).
В 2006 году местные жители сообщили, что разлив медного купороса сделал реку Кафуэ ярко-синей и что от отравленной воды пострадало 40 000 человек.
В 2011 году Высокий суд Лусаки потребовал выплатить жителям Чинголы компенсацию в размере 1,3 миллиона фунтов стерлингов за ущерб, причиненный в 2006 году. В 2014 году рудник принёс прибыль в размере 320 миллионов фунтов стерлингов.